# Fernando Martín Espina
Fernando Martín Espina (25 de març de 1962, Madrid – 3 de desembre de 1989, Madrid), fou un jugador de bàsquet madrileny, mort prematurament en un accident de trànsit. És considerat un dels millors jugadors espanyols de bàsquet. Tenia una alçada de 2.06 m i normalment jugava de pivot; era considerat un jugador molt polivalent. Va ser pentacampió en natació a Castella, i també va tenir èxit en esports com l'handbol, el tennis taula o el judo.
Martín va ser el primer jugador espanyol que va arribar a jugar a l'NBA, el 1986, i també un dels primers europeus a jugar en aquesta lliga. A l'NBA va debutar als Portland Trail Blazers; a Espanya, havia jugat primer a l'Estudiantes i tot seguit al Real Madrid. Només va disputar 24 partits a la temporada 1986-87 amb els Blazers per culpa d'una lesió que el va tenir apartat del terreny de joc durant 2 mesos. Al final de la temporada va retornar a Espanya per jugar de nou al Reial Madrid.
Martin també va jugar per a l'equip nacional espanyol i va ser un jugador important en la plantilla que va guanyar la medalla de plata en els Jocs Olímpics de Los Angeles de 1984. Martín també va representar el seu país a l'Eurobasket 1981, l'Eurobasket 1983 i l'Eurobasket 1985. En aquest últim va ser escollit en el millor quintet del torneig.
Martín va morir en un accident de cotxe, xocant amb el seu propi automòbil, una edició limitada Lancia Thema 8.32 amb un motor Ferrari. La seva mort va provocar una commoció enorme en el panorama basquetbolístic espanyol.
El 2007 va ser inclòs com a membre al Saló de la Fama de la FIBA. A més a més, el Real Madrid ha retirat la samarreta amb el número 10 que ell duia, i que ningú més ha fet servir en aquest club des de la seva mort.
El seu fill, Jan Martín, va arribar a debutar a l'ACB (a l'Estudiantes, temporada 2004/05) i també va jugar per l'equip nacional espanyol de categories inferiors.
Rudy Fernández (jugador dels Portland Trail Blazers), en la seva primera esmaixada en el concurs d'esmaixades de l'NBA de l'any 2009, es va vestir amb una samarreta amb el número 10 de Martín de quan jugava en aquest mateix club.